# Better Man (Pearl Jam)
Better Man is een nummer van de Amerikaanse rockband Pearl Jam van het derde album van de band: Vitalogy uit 1994.

## Tekst & oorsprong
Net zoals alle andere nummers op Vitalogy is de tekst geschreven door zanger Eddie Vedder. Een stuk van de tekst schreef Vedder al tijdens zijn middelbareschooltijd: “Ik schreef Better Man voordat ik legaal kon drinken”. In een ander interview zegt Vedder: “Soms denk ik eraan hoever ik het geschopt heb van de tiener die op zijn bed in San Diego het nummer Better Man schreef en zich afvroeg of iemand het ooit zou horen”.
Vedder speelde het nummer eerst met de band Bad Radio, en later met Pearl Jam. De bandleden, inclusief Vedder, waren huiverig om het op het album Vs. te zetten en het werd uiteindelijk geweerd vanwege de toegankelijkheid van het nummer. Producent Brendan O'Brien zei hierover: "Toen ik het tijdens de eerste opnamesessie hoorde riep ik: 'Man, dat wordt een hit!' Eddie stribbelde tegen, en ik wist meteen dat ik iets verkeerds had gezegd."
Toen het nummer in 2006 op VH1 Storytellers werd gespeeld, introduceerde Vedder het als een nummer over “misbruik in relaties”. Voordat Pearl Jam het nummer op 3 april 1994 in Atlanta live speelde, zei Vedder dat het was opgedragen aan de “bastard that married my mum”. Hiermee refereerde hij aan zijn stiefvader. Dit concert is in drie delen uitgegeven via de Dissident-singles.

## Commercieel succes
Ondanks dat het nummer niet als single is uitgegeven, bereikte Better Man de eerste positie in de Amerikaanse Billboard Mainstream Rock Tracks lijst en bleef daar acht weken staan. Het werd een geliefd nummer voor radiostations en het populairste nummer van het album Vitalogy.

## Live
Better Man werd in mei 1993 voor het eerst live gespeeld tijdens een geheime show voor een klein publiek in San Francisco. Sindsdien is het een van de meest gespeelde nummers. Van het album Vitalogy is alleen Corduroy meer live gespeeld. Tijdens concerten laat Vedder het zingen van de introductie vaak over aan het publiek. Tijdens het concert in het Gelredome in Arnhem in augustus 2006 speelde Vedder een stuk van Bob Marleys No Woman, No Cry voorafgaand aan Better Man.
Tijdens het concert in het Goffertpark in Nijmegen op 28 juni 2007 droeg Pearl Jam Better Man op aan Frank Nouwens, die in 2000 overleed bij het concert van Pearl Jam in Roskilde.

## NPO Radio 2 Top 2000
| Nummer met noteringen in de NPO Radio 2 Top 2000 | '20  | '21 | '22 | '23  | '24  |
| ------------------------------------------------ | ---- | --- | --- | ---- | ---- |
| Better Man                                       | 1037 | 997 | 942 | 1102 | 1088 |

1. ↑  Een vetgedrukt getal geeft de hoogste notering aan.
2. ↑  2020 was het eerste jaar met een notering voor dit nummer.